# Соціал-ліберальна партія (Бразилія)
Соціал-ліберальна партія (порт. Partido Social Liberal) — політична партія Бразилії. Заснована в 1994 році. Реєстраційний виборчий номер партії Бразилії - «17». Лідер партії — Лучано Бівар, учасник президентських виборів 2006 року.
До 2018 року партія дотримувалася ідеології соціального лібералізму, однак з приходом нового лідера Жаїра Болсонару партія перейшла до націонал-консервативних позицій з деякими ознаками економічного лібералізму (але «консерватизму на митниці»), соціального консерватизму, федералізму та антикомунізму. Станом на 2018 рік партія є другою найбільшою в Палаті депутатів. Виступає за легалізацію володіння вогнепальної зброї, проти абортів, одностатевих шлюбів і викладання гендерної ідентичності в школах тощо.
28 жовтня 2018 року лідер партії Жаїр Болсонару переміг на Загальних виборах на пост президента Бразилії. До виконання обов'язків приступив 1 січня 2019 року.